# Takis Fotópulos
Takis Fotópulos (Τάκης Φωτόπουλος) (illa de Quios, 14 d'octubre de 1940) és un filòsof, economista i activista polític grec. Va fundar el projecte i el moviment per una "democràcia inclusiva", que representa una síntesi de la democràcia clàssica i el socialisme llibertari juntament amb les corrent radicals en els nous moviments socials (ecologistes, feministes, etc.). Va ser professor universitari i ha escrit nombrosos llibres i més de 700 articles publicats en múltiples idiomes. És editor de l'International Journal of Inclusive Democracy (successora de la revista Democracy and Nature), on ha publicat nombrosos assajos sobre temes de sociologia, ecologia social, ètica i ciència política. És autor del llibre “Cap a una Democràcia Inclusiva: la crisi de l'economia de creixement i la necessitat d'un nou projecte alliberador” on explica detalladament el projecte de la Democràcia Inclusiva. Fotópulos viu a Londres.

## Primera etapa de la seva vida
Va néixer a Grècia i després de cursar estudis en ciències polítiques i economia, i també en Dret a la universitat d'Atenes, es va mudar a Londres el 1966 per fer estudis de postgrau a l'escola d'economia de Londres, amb una beca de la universitat d'Atenes. Va ser un estudiant sindicalista i activista a Atenes i activista polític a Londres, pres part activa en el moviment d'estudiants de Londres de 1968, i també en organitzacions de l'esquerra revolucionària grega durant la lluita contra la junta militar de Grècia (1967-1974).

## Treballs acadèmics i experiència
Va ser catedràtic d'Economia a la Universitat Nord de Londres durant més de vint anys fins que va començar l'edició de la revista "Society and Nature", més tard "Democracy and Nature" i actualment l'"International Journal of Inclusivament Democracy"(a Internet). També és columnista permanent d'"Eleftherotypia", un dels periòdics més venuts a Grècia.

## Democràcia inclusiva
Takis Fotópulos va desenvolupar el projecte polític de la Democràcia Inclusiva en el 1997 (es pot trobar una exposició detallada en el llibre Cap a una Democràcia Inclusiva). El nou projecte és el resultat d'una síntesi entre les tradicions democràtica, socialista llibertària i els "nous" moviments socials.
El punt de partida del treball de Fotópulos és que el món s'enfronta a una crisi multidimensional (econòmica, ecològica, social, cultural i política), causada per la concentració de poder en mans de diverses elits, com a resultat de l'establiment, des de fa dos segles, del sistema de l'economia de mercat, la "democràcia" representativa i les formes relacionades d'estructures jeràrquiques. Si acceptem aquesta premissa, llavors la sortida evident de la crisi és l'abolició de les estructures i relacions de poder, és a dir, la creació de les condicions per a la distribució igualitària del poder entre tots els ciutadans. Una forma per a dur a terme aquest tipus de societat és l'estratègia proposada pel projecte de la Democràcia Inclusiva que implica la creació d'estructures econòmiques, polítiques i socials que assegurin la democràcia directa, la democràcia econòmica, la democràcia ecològica i la democràcia en l'àmbit social. També implica la creació d'un nou paradigma social (sistema de valors) que ha de ser hegemònic per garantir la reproducció de la democràcia inclusiva.
Fotópulos proposa un model econòmic per a una societat sense diners, sense mercat i sense estat, que té l'objectiu de satisfer les necessitats bàsiques de la població i al mateix temps, possibilitar la llibertat d'elecció respecte al consum i al treball. La democràcia econòmica implica la propietat i el control col·lectiu dels recursos productius per part de les assemblees dèmiques (assemblees de ciutadans en una zona geogràfica concreta). La democràcia política implica la creació d'institucions de democràcia directa en l'àmbit polític, que prenen la forma d'assemblees de ciutadans confederades que prenen totes les decisions polítiques importants, directament i sense representació. La democràcia social implica l'autogestió als centres de treball, centres educatius, culturals, etc., que s'organitzen mitjançant assemblees que s'orienten pels objectius generals fixats per les assemblees dèmiques. La democràcia ecològica implica la creació de condicions objectives (institucions) i subjectives (valors) que reintegrin la societat amb la naturalesa.
La construcció d'una democràcia inclusiva no es considera una utopia (en el sentit negatiu de la paraula) sinó l'única forma realista de sortir de la crisi actual.

## Treballs rellevants
- Towards An Inclusive Democracy (London/New York: Cassell Continuum, 1997), 401 pp. ISBN 0-304-33627-0 and 0-304-33628-9.
- Hacia Una Democracia Inclusiva, Un nuevo proyecto liberador (Montevideo: Nordam, 2002), 325 pp. ISBN 9974-42-098-9
- Περιεκτική Δημοκρατία (Athens: Kastaniotis, 1999), 656 pp. ISBN 960-03-2416-6
- Per Una Democrazia Globale (Milano: Eleuthera, 1999), 254 pp. ISBN 88-85060-37-4
- Vers Une Démocratie Générale (Paris: Seuil, 2002), 250 pp. ISBN 2-02-052846-0
- Umfassende Demokratie, Die Antwort auf die Krise der Wachstums-und Marktwirtschaft (Grafenau: Trotzdem Verlag, 2003), 445 pp. ISBN 3-931786-23-4
- The Multidimensional Crisis and Inclusive Democracy (E-book en lengua inglesa, 2005 (original grec - Atenas: Gordios. 2005) 334 pp. ISBN 960-7083-69-5 (Edició gratuïta)
- 当代多重危机与包容性民主, 2008. ISBN 978-7-5607-3533-7)
- Περιεκτική Δημοκρατία - 10 Χρόνια Μετά (Athens: Eleftheros Typos, 2008), 591 pp.

## Llibres publicats en Grècia
Llibres publicats a Grècia
- Dependent Development: The Case of Greece (Athens: Exantas, 1985 & 1987).
- The Gulf War: The First Battle in the North-South Conflict (Athens: Exantas, 1991).
- The Neo-Liberal Consensus (Athens: Gordios, 1993).
- The New World Order and Greece (Athens: Kastaniotis, 1997).
- Inclusive Democracy (Athens: Kastaniotis, 1999).
- Drugs: Beyond the Demonology of Penalisation and the 'Progressive' Mythology of Liberalisation (Athens: Eleftheros Typos, 1999).
- The New Order in the Balkans and the First War of the Internationalised Market Economy (Athens: Staxy, 1999).
- Religion, Autonomy and Democracy (Athens: Eleftheros Typos, 2000).
- Globalisation, the Left and Inclusive Democracy (Athens: Ellinika Grammata, 2002).
- From the Athenian Democracy to Inclusive Democracy (Athens: Eleftheros Typos, 2002).
- The War against 'Terrorism': the Elites Generalised Attack (Athens: Gordios, 2003).
- Chomsky's capitalism, Albert's post-capitalism and Inclusive Democracy (Athens: Gordios, 2004).
- The Multidimensional Crisis and Inclusive Democracy (Athens: Gordios, 2005).
- "Inclusive Democracy - 10 Years Afterwards" (Athens: Eleftheros Typos, 2008).

## Altres contribucions bibliogràfiques
- Studies on the contemporary Greek Economy, ed. de S. Papaspiliopoulos (Papazisis, 1978).
- Education, Culture and Modernization, ed. by Peter Alheit et. al. (Roskide University, 1995). (Takis Fotopoulos contribution: "The crisis of the growth economy, the withering away of the nation-state and the community-based society").
- Complessità sistemica e svillupo eco-sostenibile, ed. by I.Spano & D.Padovan (Sapere 2001). (Takis Fotopoulos contribution: "La crisi dell 'economia di crescita. Societa ecologica e democrazia").
- Defending Public Schools, ed. by David A. Gabbard & E. Wayne Ross (Praeger, 2004). (Takis Fotopoulos contribution: "The State, the Market and (Mis-)education").
- Globalisation, Technology and Paideia in the New Cosmopolis (Atrapos, 2004).
- Critical Perspectives on Globalisation, ed. by Robert Hunter Wade, Marina Della Giusta and Uma Kambhampati (Chelthenham, UK & Norrhampton, MA USA: Edward Elgar publishing, 2006). (Takis Fotopoulos contribution: "The global 'war' of the transnational elite").
- Globalised Capitalism, The Eclipse of the Left and Inclusive Democracy, ed. by Steven Best (Athens: Koukkida, 2008). And as Special Issue of "The International Journal of Inclusive Democracy", Winter 2009, in english: [ http://www.inclusivedemocracy.org/journal/vol5/Special_Issue_Winter_2009.pdf Online/PDF] (with two contributions by Takis Fotopoulos).

## Vídeo
- Entrevista a Takis Fotopoulos sobre el projecte de la Democràcia Inclusiva, realitzada per Oliver Ressler Arxivat 2011-04-17 a Wayback Machine., 19 de juliol de 2003 (subtítols en castellà)